# Arnold Squitieri
Arnold Ezekiel "Squiggy" 'Squitieri' (2 de febrero de 1936 - 27 de enero de 2022) fue un antiguo jefe en funciones y subjefe estadounidense de la familia criminal Gambino. También se le conoce como "Zeke", "Bozey" y "Squitty".

## Biografía

### Acusación de asesinato
El 18 de agosto de 1970, Squitieri disparó cinco veces al cortador de ropa Desiderio Caban en una calle de Harlem del Este. Dos agentes del Departamento de Policía de Nueva York (NYPD) oyeron los disparos, persiguieron a Squitieri en coche durante seis manzanas, hasta que Squitieri finalmente se detuvo. Saliendo de su coche, Squitieri se acercó a los agentes y les dijo:

No se preocupen, sólo tiene un disparo en el brazo. Déjeme ir; los chicos se ocuparán de usted.

Una semana después, el mafioso Alphonse Sisca se reunió con uno de los agentes y ofreció un soborno de 5.000 dólares a los policías. Estos aceptaron el trato y eliminaron el nombre de Squitieri del informe criminal del asesinato de Caban. Más tarde, tras descubrirse el soborno, los agentes fueron acusados y Squitieri se convirtió en fugitivo de la justicia. En enero de 1972, Squitieri se entregó a las autoridades.
En 1973, mientras esperaban el juicio por el asesinato de Caban, Squitieri y su esposa Marie fueron acusados de no presentar las declaraciones del impuesto sobre la renta federal de Estados Unidos durante tres años.  La pareja había ocultado 200.000 dólares de ingresos en cuentas bancarias con nombres falsos. Por los cargos fiscales, Squitieri cumpliría cuatro años de prisión.
El 14 de marzo de 1973, Squitieri se declaró culpable de homicidio en primer grado en el asesinato de Caban en 1970. Squitieri fue condenado más tarde a ocho años de prisión estatal.

### Después de salir de prisión
En mayo de 1981, Squitieri salió de prisión y pronto comenzó a vender narcóticos para la banda de Gotti en Nueva Jersey. En 1982, Squitieri recibía heroína de Angelo Ruggiero y Gene Gotti. En 1986, después de que John Gotti sustituyera a Paul Castellano como jefe de los Gambino, Squitieri pasó a formar parte de la familia.
En 1988, Squitieri fue condenado en Camden, Nueva Jersey por conspirar para distribuir heroína y fue sentenciado a más de 11 años de prisión. En 1999, el jefe John Gotti ascendió a Squitieri a subjefe. El 13 de marzo de 1999, Squitieri salió de prisión. En 2002, tras la detención del jefe en funciones de los Gambino Peter Gotti, Squitieri se convirtió en el nuevo jefe en funciones.
Mientras se encontraba en libertad condicional, Squitieri recibió un televisor de pantalla plana como regalo del agente encubierto del FBI Joaquín "Jack" García. Una noche, Squitieri estaba viendo la serie de televisión sobre la Cosa Nostra, Los Soprano (Todas las familias felices...). En la serie, el jefe de la familia Anthony Soprano quiere que un miembro problemático de la familia vuelva a la cárcel. Para ello, envía al mafioso un televisor robado. Soprano organiza entonces que un agente de la condicional visite al hombre y lo arreste por posesión de objetos robados. Al terminar la función, un asustado Squitieri regala el televisor y compra el suyo propio.

### Enfrentamiento con Rudaj
A principios y mediados de la década de 2000, Squitieri tuvo que enfrentarse a la implicación de las bandas étnicas albanesas en los chanchullos del juego en Queens. Una amenaza concreta era la Organización Rudaj (o "La Corporación"), dirigida por el mafioso Alex Rudaj. Al principio, Gregory DePalma pudo resolver disputas menores, pero la Corporación se volvió menos cooperativa con el tiempo.
En septiembre de 2005, Squitieri organizó una reunión con Rudaj en una gasolinera de Nueva Jersey. Cuando llegaron los mafiosos de la Corporación, 20 hombres armados de los Gambino se enfrentaron a ellos. El agente encubierto del FBI conocido como Jack Falcone declaró en su libro que Squitieri dijo a los mafiosos de la Corporación: "Os llevasteis lo que os llevasteis y ya está o va a haber un problema" Los gambinos superaban en número a la Corporación en una proporción de 20 a 6. Rudaj ordenó a uno de sus hombres que se llevara a los gambinos. Rudaj ordenó a uno de sus hombres disparar a un tanque de gas si se producía un tiroteo. Rudaj acabó escuchando los consejos y dejó de interferir en las operaciones de los Gambino.

### Vuelta a prisión
El 9 de marzo de 2005, Squitieri fue detenido acusado de extorsionar a empresas de la construcción en Westchester County, Nueva York, Mineola, Nueva York y Nueva Jersey. El 15 de junio, un lloroso Squitieri se declaró culpable de dirigir una operación de juego ilegal y de evasión de impuestos. El 28 de junio de 2006, Squitieri fue sentenciado a poco más de siete años en una prisión federal.
Squitieri fue encarcelado en el Federal Medical Center (FMC) en Massachusetts. Fue puesto en libertad el 7 de diciembre de 2012.
Squitieri falleció el 27 de enero de 2022, a la edad de 85 años.